# Auguste Rodin – Die Kunst. Gespräche des Meisters
Auguste Rodin – Die Kunst. Gespräche des Meisters (Originaltitel: französisch Auguste Rodin – L’Art, entretiens) ist ein von Paul Gsell 1911 verfasstes Werk über den Bildhauer Auguste Rodin. Es wurde von Paul Prina (1898–1918) aus dem Französischen ins Deutsche übertragen. Walter Tiemann stattete die 7. Auflage (9. bis 13. Tausend) von 1918 in der Spamerschen Buchdruckerei in Leipzig aus, die fotografische Abbildungen der Werke wurden für diese Auflage von den Firmen Braun & Co., Bulloy, Druet und Giraudon hergestellt.

## Inhalt
Gsell interviewte Rodin und veröffentlichte die Gespräche in diesem Werk. Rodin hatte mehrfach vergeblich versucht an der École des Beaux-Arts angenommen zu werden. Doch stand man seiner Kunst lange Zeit mit Ablehnung und Unverständnis gegenüber. Erst im Alter wurde er weltberühmt. Gsell berichtet über Rodins Beziehung zur Natur, der Bewegung in der Kunst, der weiblichen Schönheit oder seinen Gedanken über dem Nutzen der Künstler. Im Vorwort berichtet Gsell, wie er bei einem Spaziergang mit Rodin den Künstler fragte, ob er nach dessen Diktat ein Buch über Rodins Betrachtungen über die Kunst niederzuschreiben dürfe. Dieser fand das Ansinnen zunächst verwunderlich, und entgegnete:

« Ah ! mon cher Gsell, vous voulez noter les songeries d’un artiste. Laissez-moi vous regarder : vous êtes un homme vraiment extraordinaire ! »

„Ah! Mein lieber Gsell, Sie wollen die Träumereien eines Künstlers aufzeichnen? Lassen Sie sich anschauen: Sie sind wahrhaftig ein seltener Mensch!“

Letztlich aber willigte Rodin ein. Der Inhalt ist in 11 Kapitel gegliedert:
- Vorwort (Préface)

1. Der Realismus in der Kunst (Le Réalisme dans l’Art)
2. Für den Künstler ist in der Natur alles schön (Pour l’Artiste tout est beau dans la Nature)
3. Das Modell (Le Modelé)
4. Die Bewegung in der Kunst (Le Mouvement dans l’Art)
5. Zeichnung und Farbe (Le Dessin et la Couleur)
6. Die Schönheit des Weibes (La Beauté de la Femme)
7. Menschen und Werke einst und jetzt (Âmes de jadis, âmes d’aujourd’hui)
8. Der Gedanke in der Kunst (La Pensée dans l’Art)
9. Das Mysterium in der Kunst (Le Mystère dans l’Art)
10. Phidias und Michelangelo (Phidias et Michel-Ange)
11. Der Nutzen der Künstler (L’Utilité des Artistes)

In der Zeitung Der Tag hieß es zu dem Buch:

„Dieses Buch wird einst einen dokumentarischen Wert haben, denn es bringt die Meinungen und Anschauungen des größten Plastikers unserer Zeit unmittelbar zur Darstellung. Solche Bücher, leidenschaftliche Selbstbekenntnisse der Künstler, sind selten, und man sollte sie wie Offenbarungen behandeln, Offenbarungen der menschlichen Seele. In diesem komplizierten Künstlergenie ist eine rührende Einfachheit, die den Worten eine seltene Überzeugungskraft verleiht. Von unendlicher Liebe ist die Seele dieses Künstlers erfüllt für alle Schönheit. Darum sind seine Worte lehrreich für alle, die Kunst suchen, Kunst ohne Vermittlung der Gelehrsamkeit.“

Die Kreuz-Zeitung urteilte:

„Das Buch, mit zahlreichen Abbildungen Rodinscher Werke, gibt einen fesselnden Überblick über das Wesen und Schaffen des Künstlers, und hat darüber hinaus eine allgemeine Bedeutung, indem es vielfach zum Nachdenken über Kunst und Künstler überhaupt anregt …• Für jeden Freund der Kunst ist das eigenartige Werk – ganz gleich, welchen Standpunkt er sonst in künstlerischen Dingen einnehmen mag – von hohem Interesse.“

## Abbildungen (Auswahl)
In der Ny Carlsberg Glyptotek
- Der Denker, Eva, Jeanne D’Arc, Der letzte Notschrei, Ovidische Metamorphose, Ewiger Frühling, Victor Hugo (Büste) und weitere

Im Musée du Luxembourg Paris
- Vieille Heaulmière

Auguste Rodin (ähnlich, schwarzweiß)
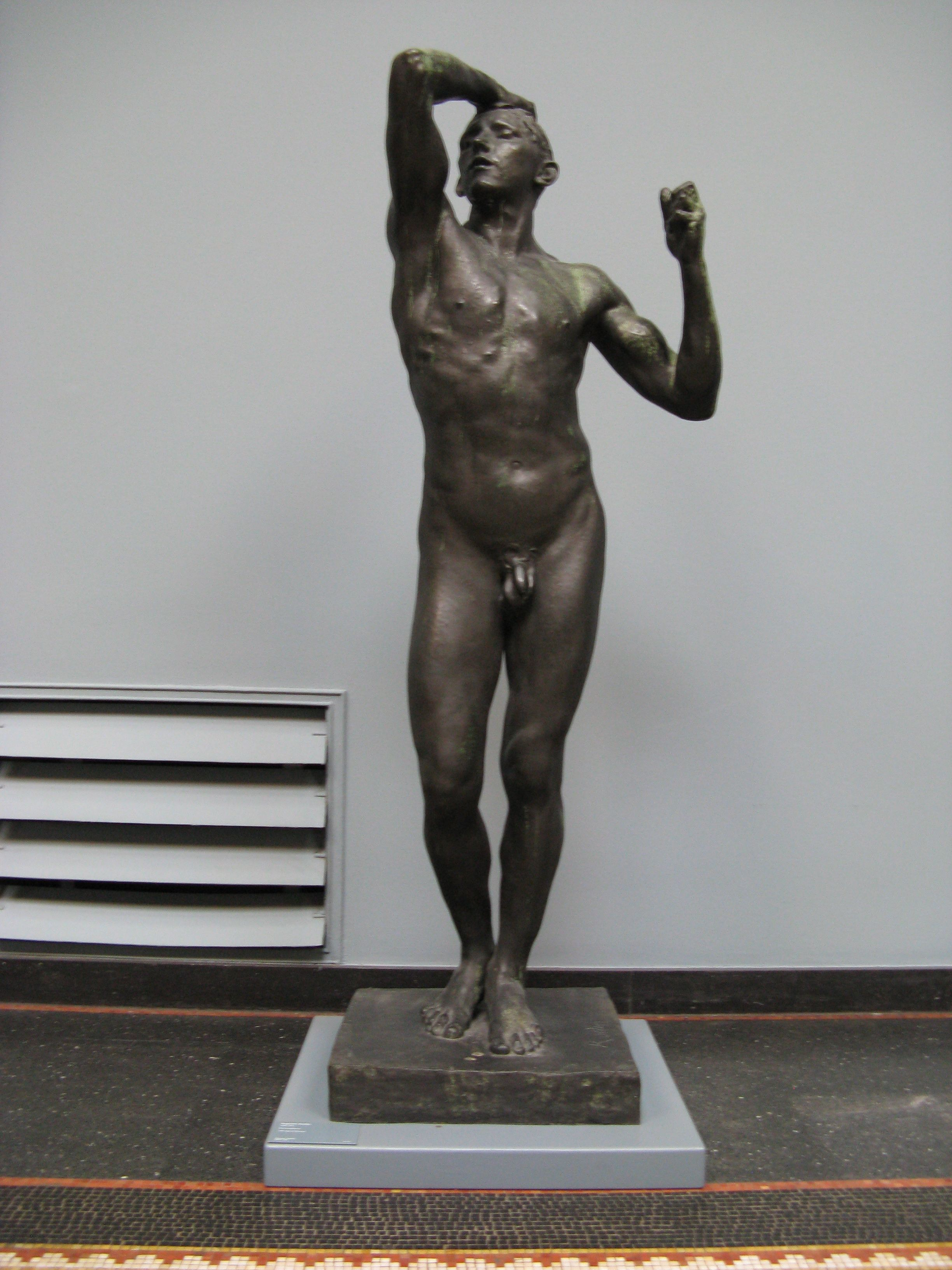
Das Eherne Zeitalter
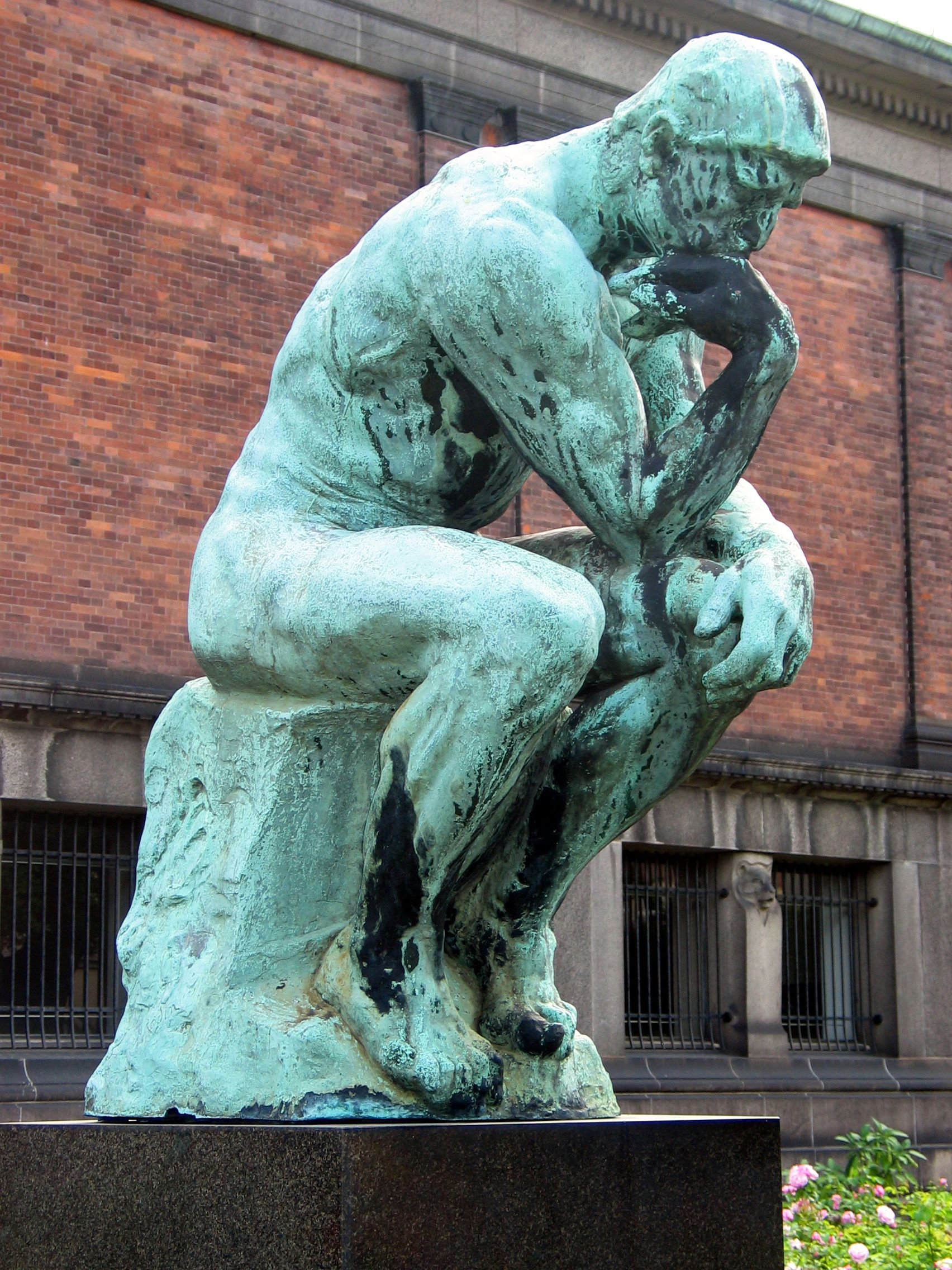
Der Denker
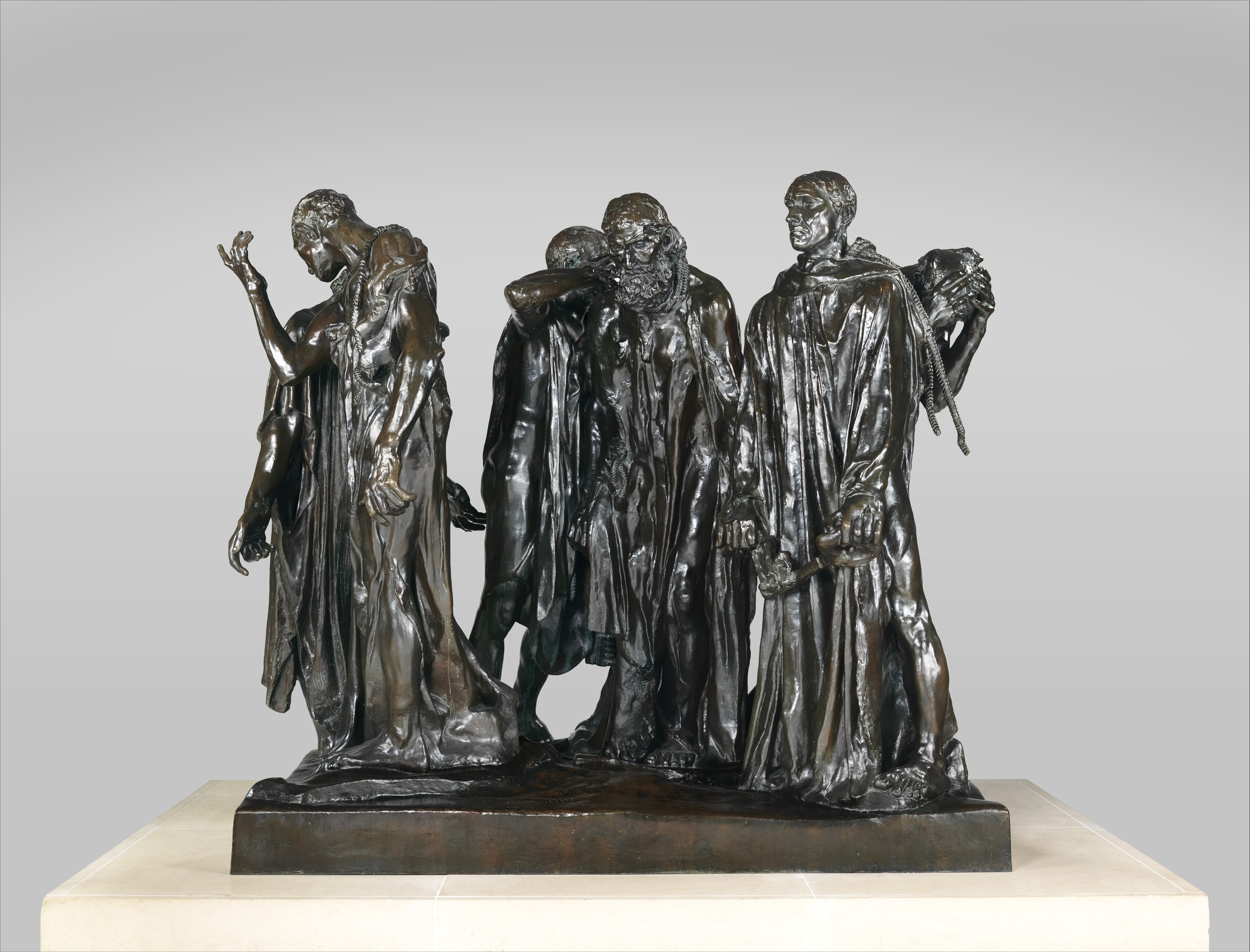
Die Bürger von Calais
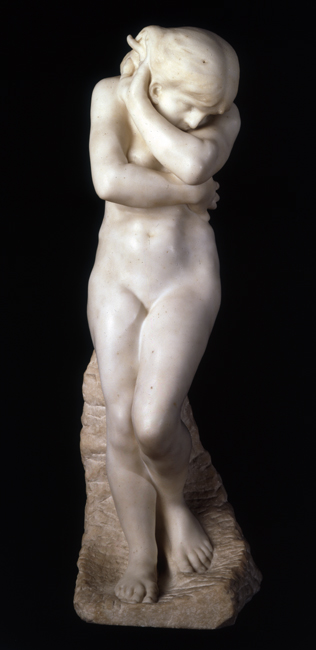
Eva
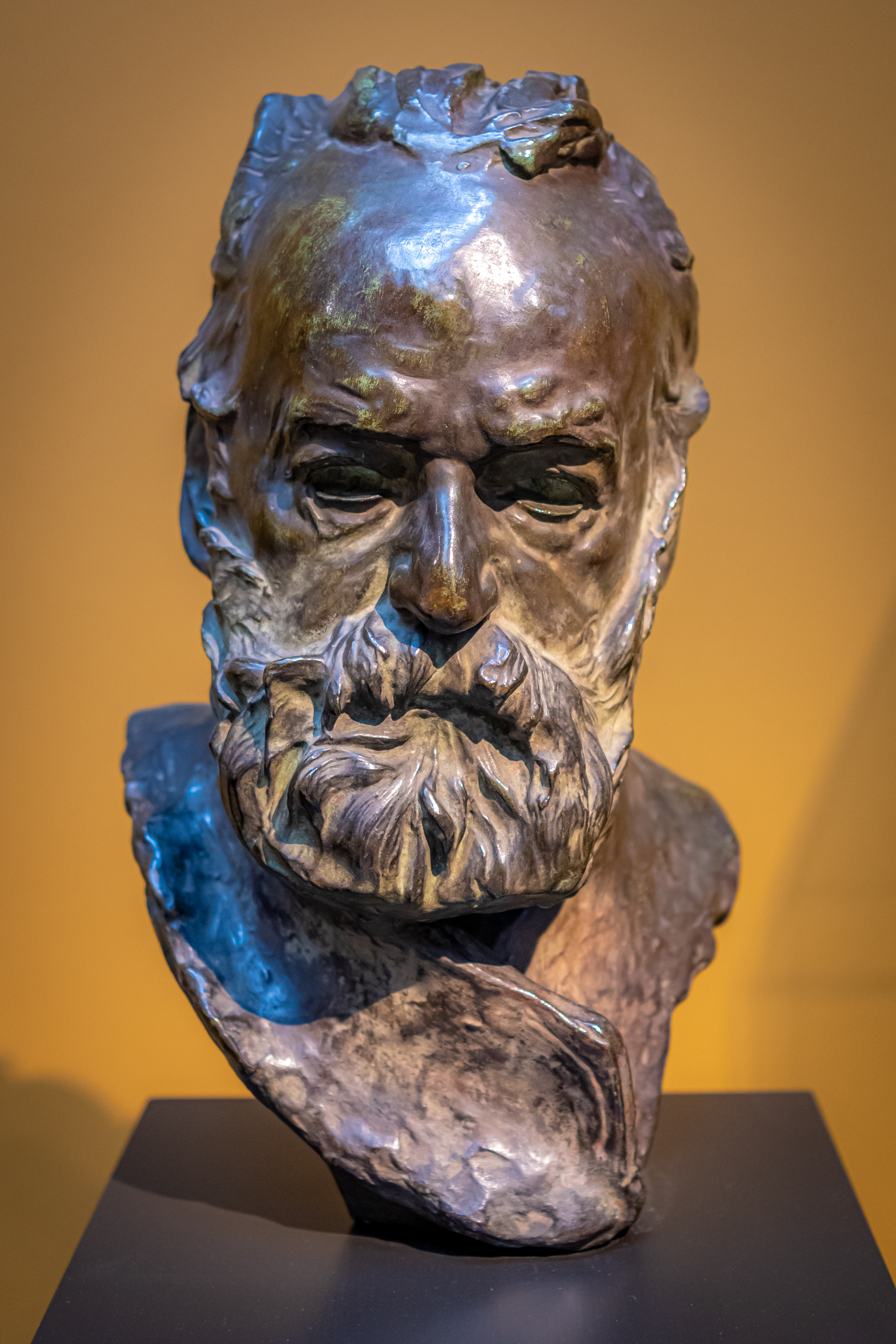
Victor Hugo
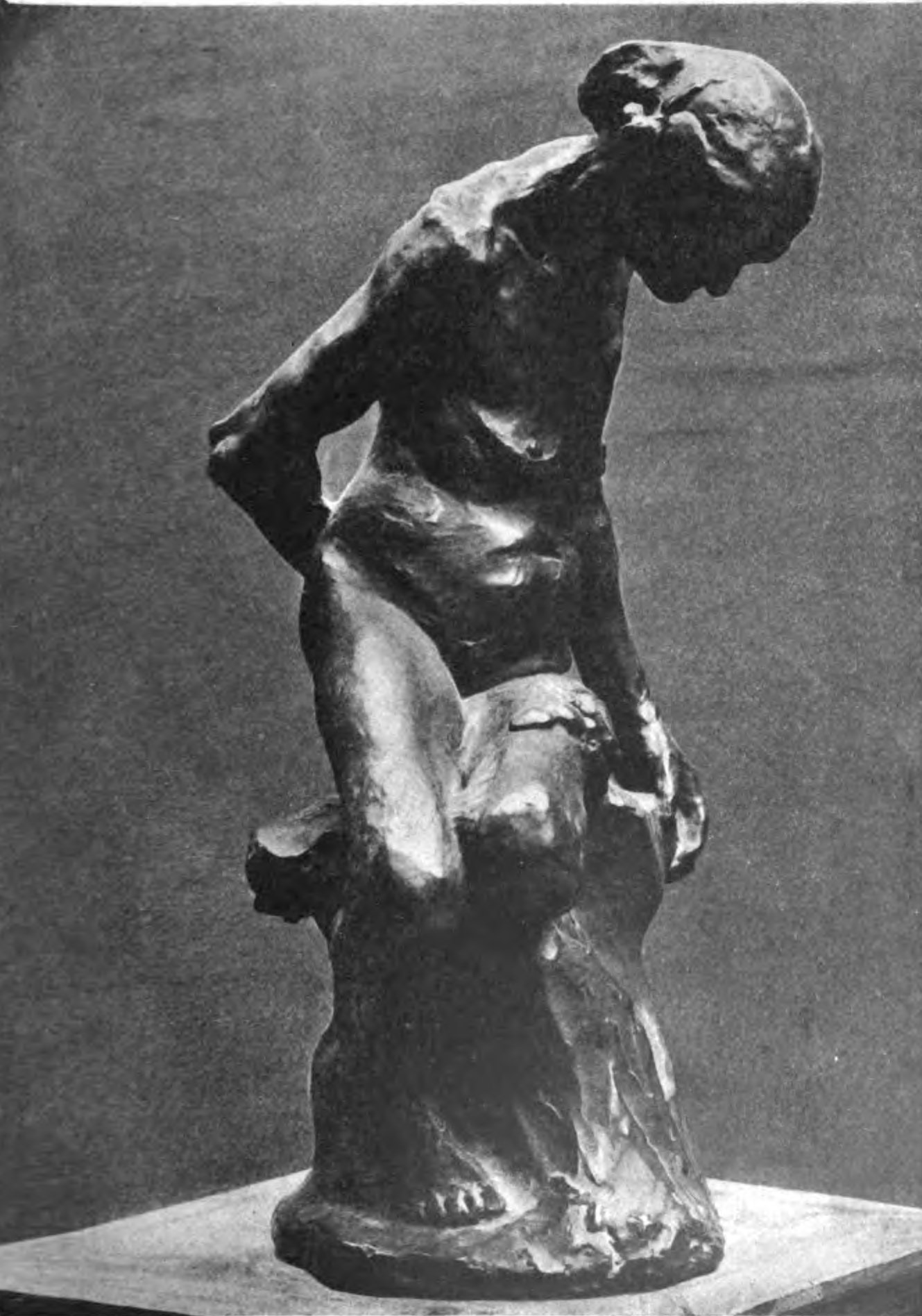
Vieille Heaulmière

Neben einigen Werken Rodins sind in dem Buch auch Fotografien von Werken anderer Künstler abgebildet, darunter:
- Die heilige Magdalena von Donatello (Holzstatue, ehemals im Baptisterium in Florenz)
- Die mediceische Venus (Uffizin, Florenz)
- Die Schiffbrüchigen von Eugène Delacroix, Pferderennen zu Epsom von Théodore Géricault, Konzert im Freien von Giorgione, Die Fahrt nach Cythera von Antoine Watteau, Büsten Voltaires, Mirabeus von Jean-Antoine Houdon, Die drei Grazin von Raffael (Louvre, Paris)
- Zeichnungen von Raffael, Madonnenstudie, Michelangelo und Rembrandt

Werke anderer Künstler (ähnlich, schwarzweiß)
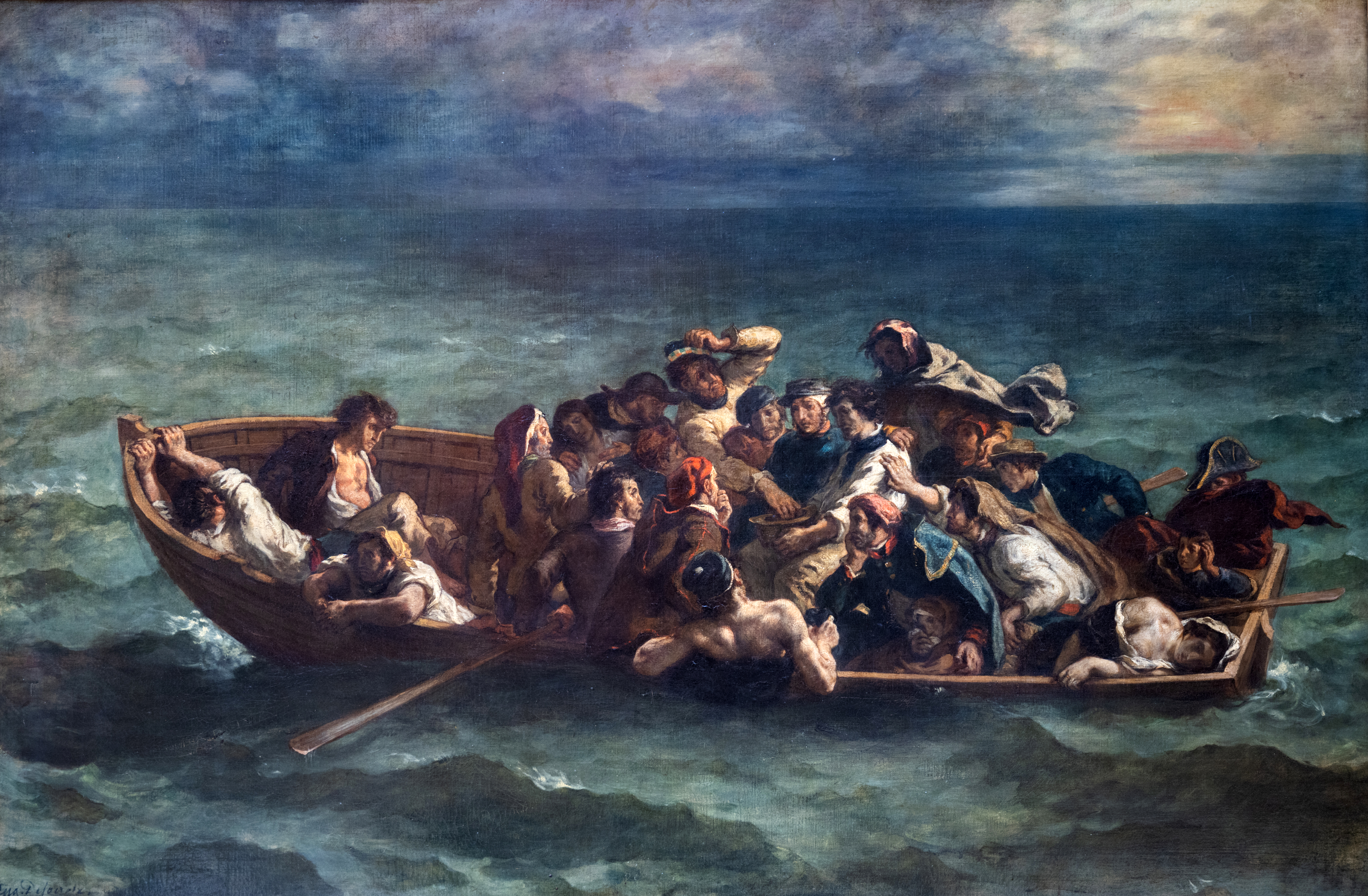
Die Schiffbrüchigen (Delacroix)
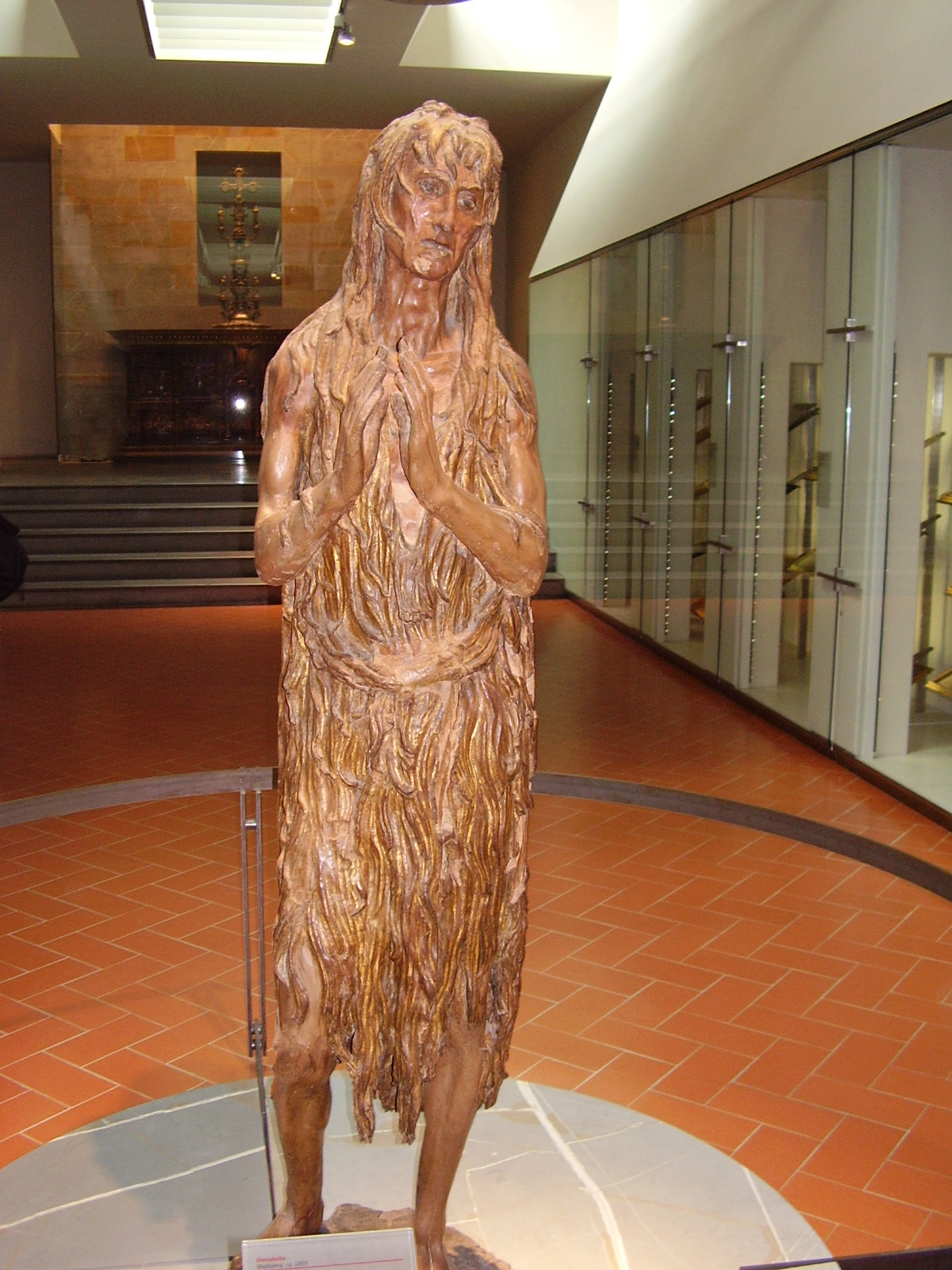
Die heilige Magdalena (Donatello)
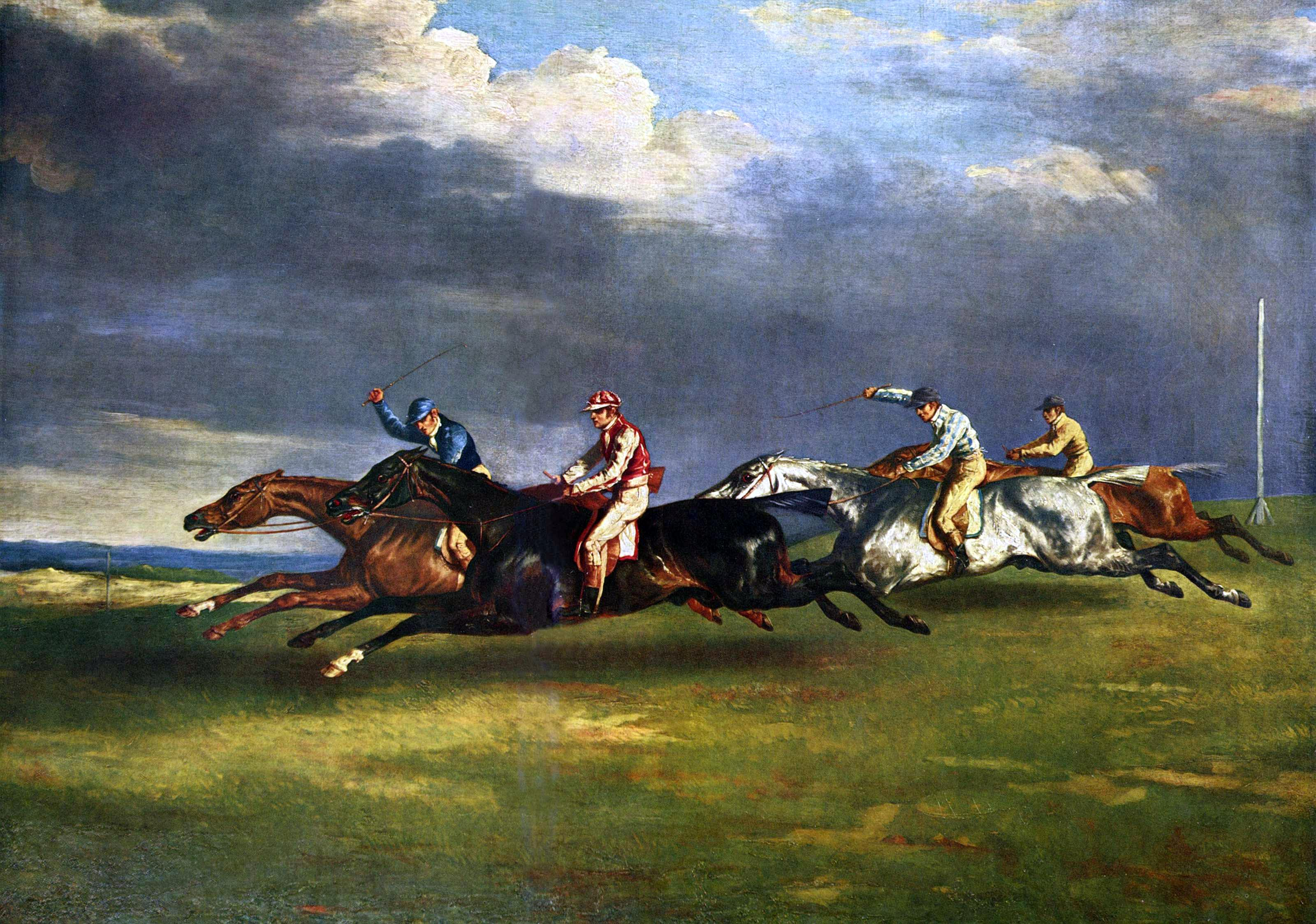
Das Pferderennen zu Epsom (Géricault)
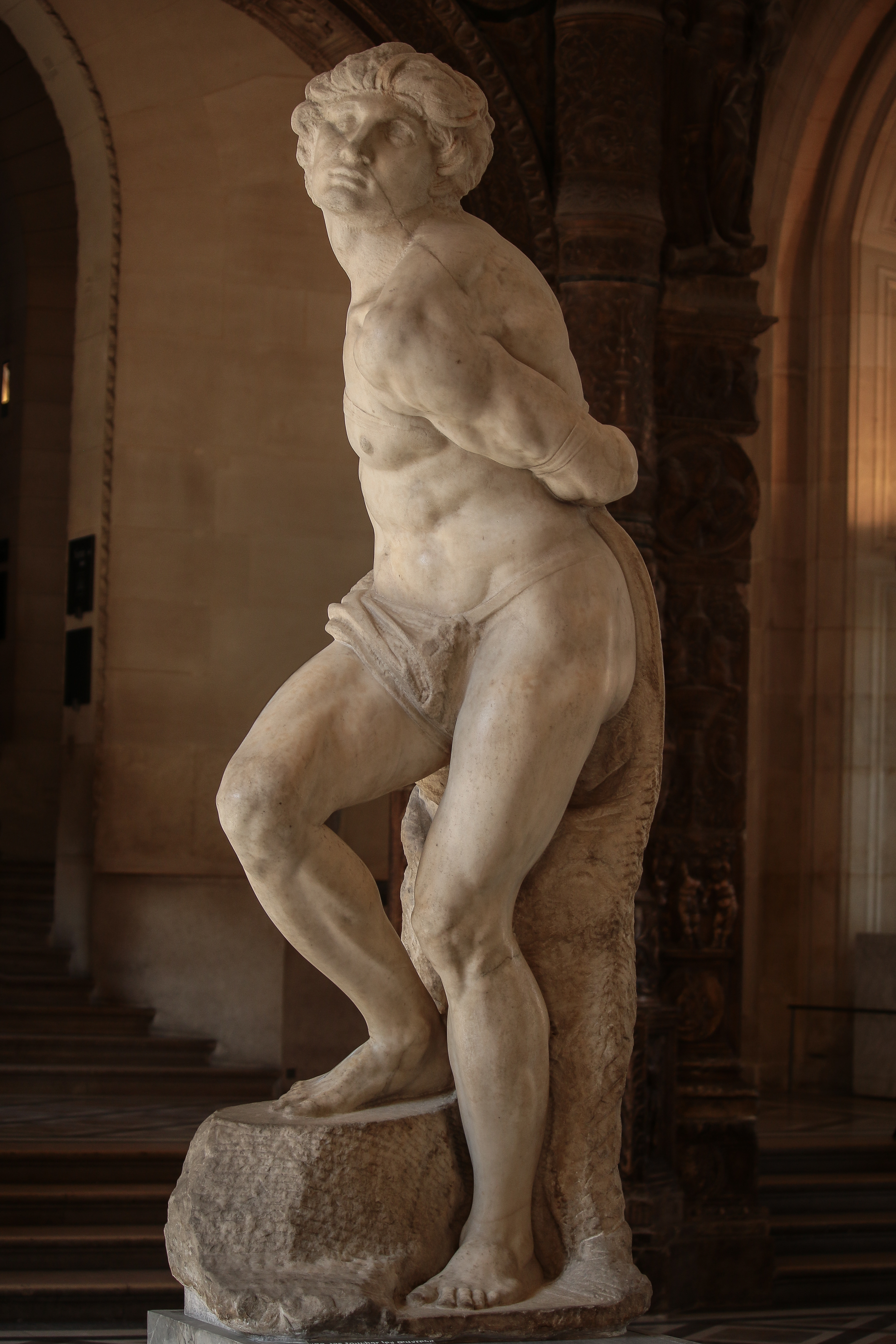
Gefesselter Sklave (Michelangelo)
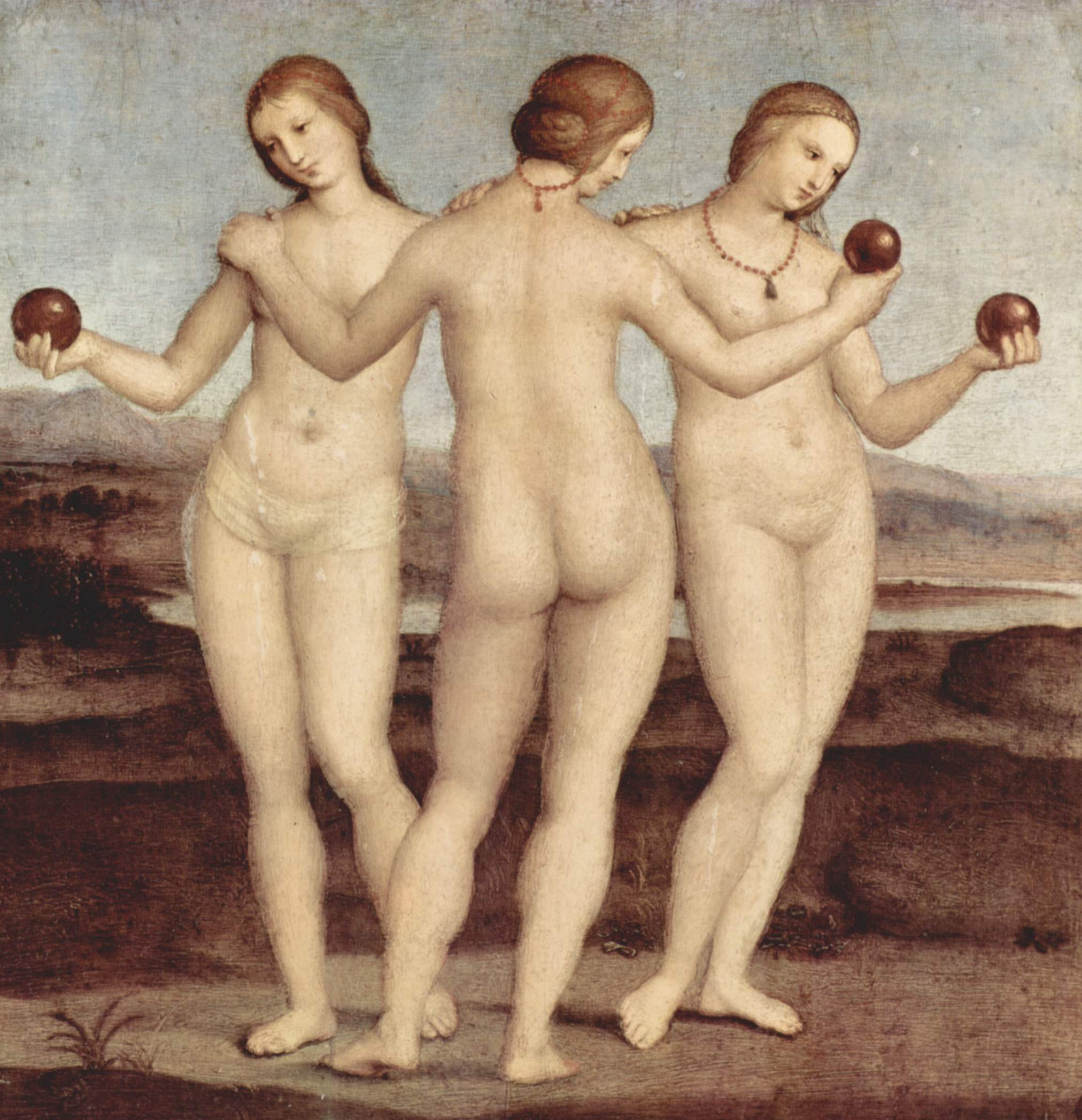
Die drei Grazin (Raffael)
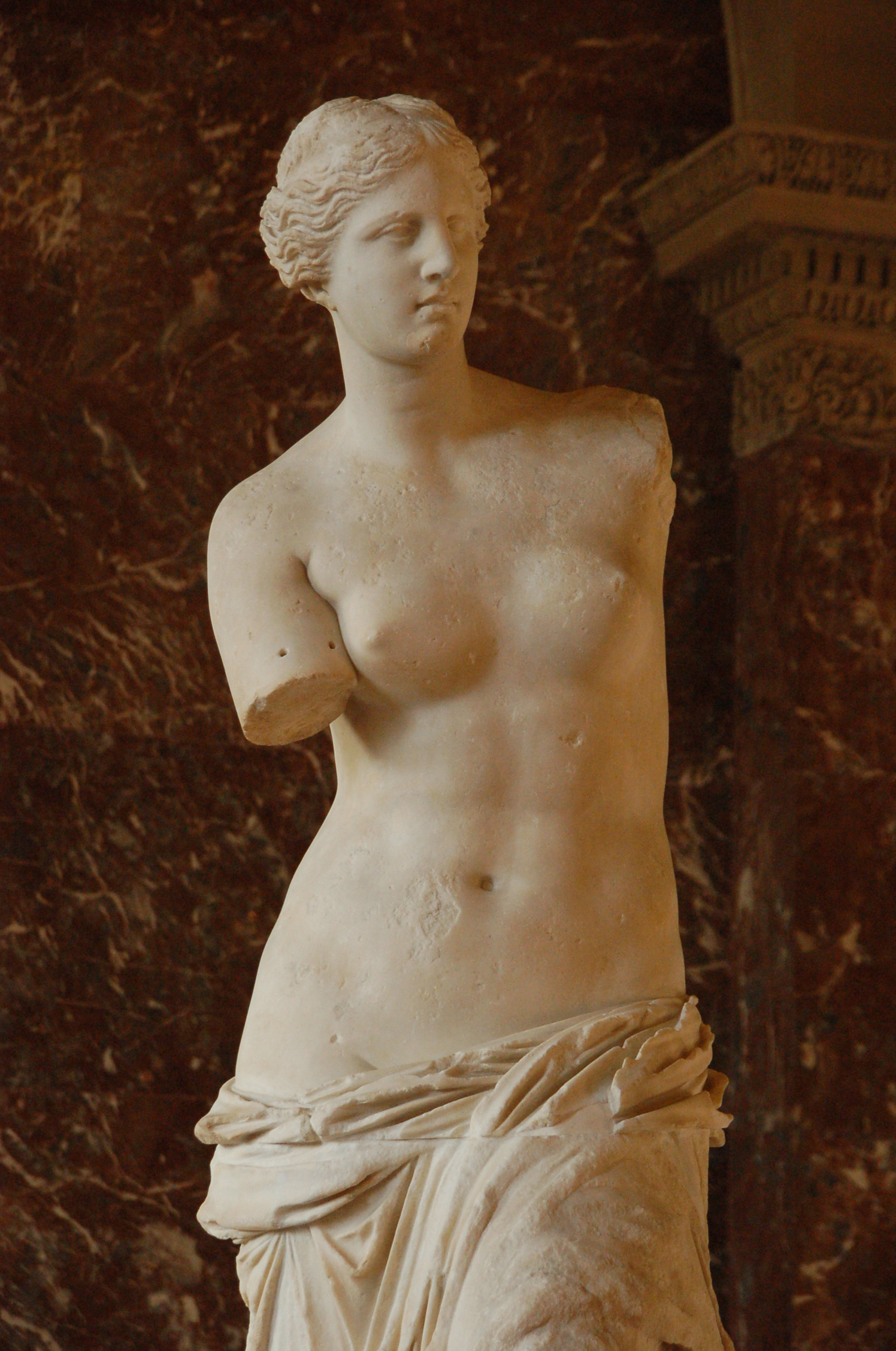
Vénus von Milo

Insgesamt sind in der Übersetzung von 1918 auf 61 Zwischenseiten Fotografien (schwarzweiß) eingebunden. Die Bebilderung im Original (L’Art 1911) weicht teilweise stark von den übersetzten Versionen ab, sowohl die Anordnung auf den Seiten als auch die Auswahl der Bilder selbst kann je nach Auflage unterschiedlich sein. Die erste Übersetzung 1912 richtete sich hingegen noch streng nach der Originalvorlage.

Im Original L’Art 1911 und deutsche Übersetzung 1912
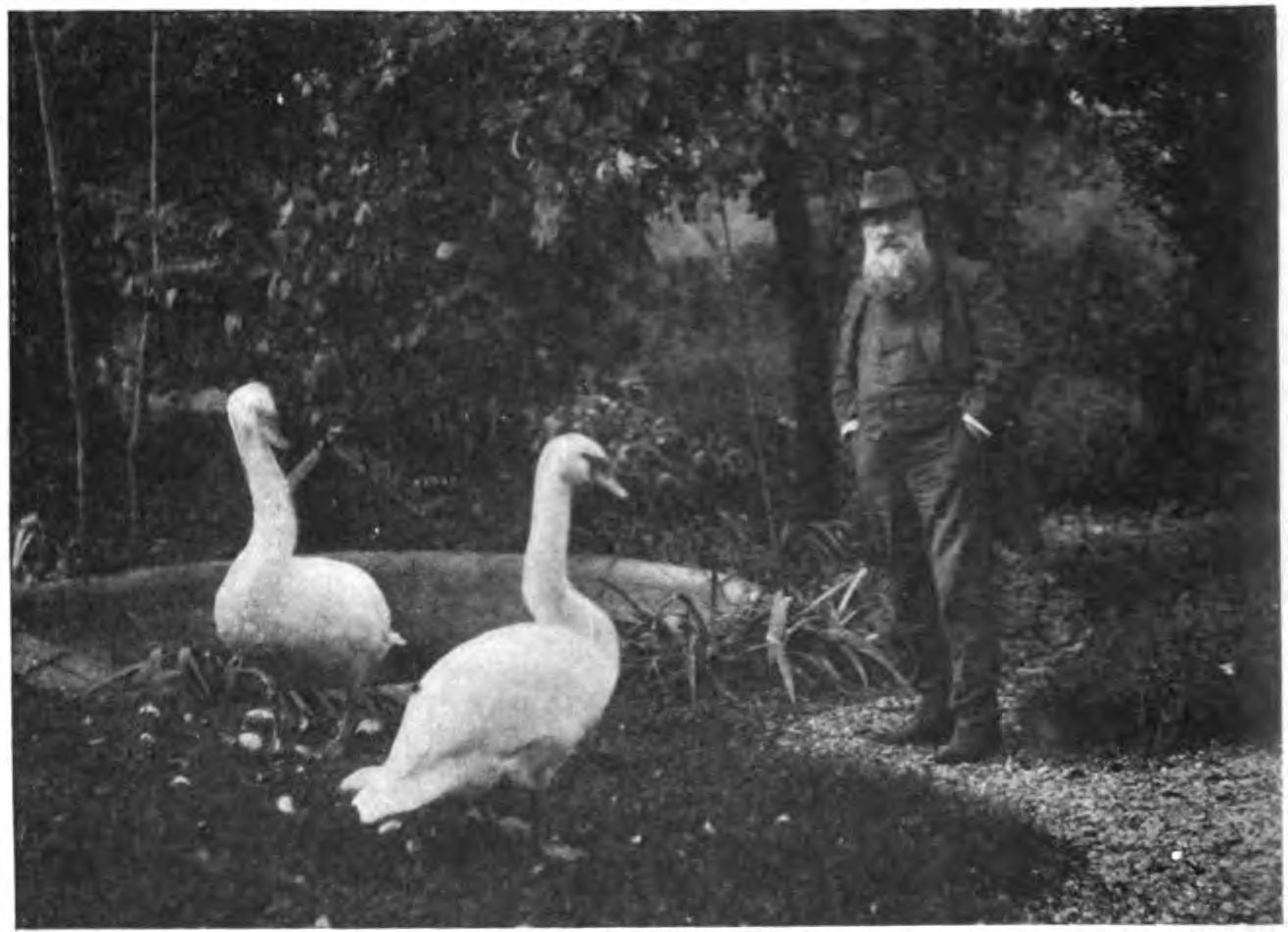
Rodin in seinem Garten mit Schwänen
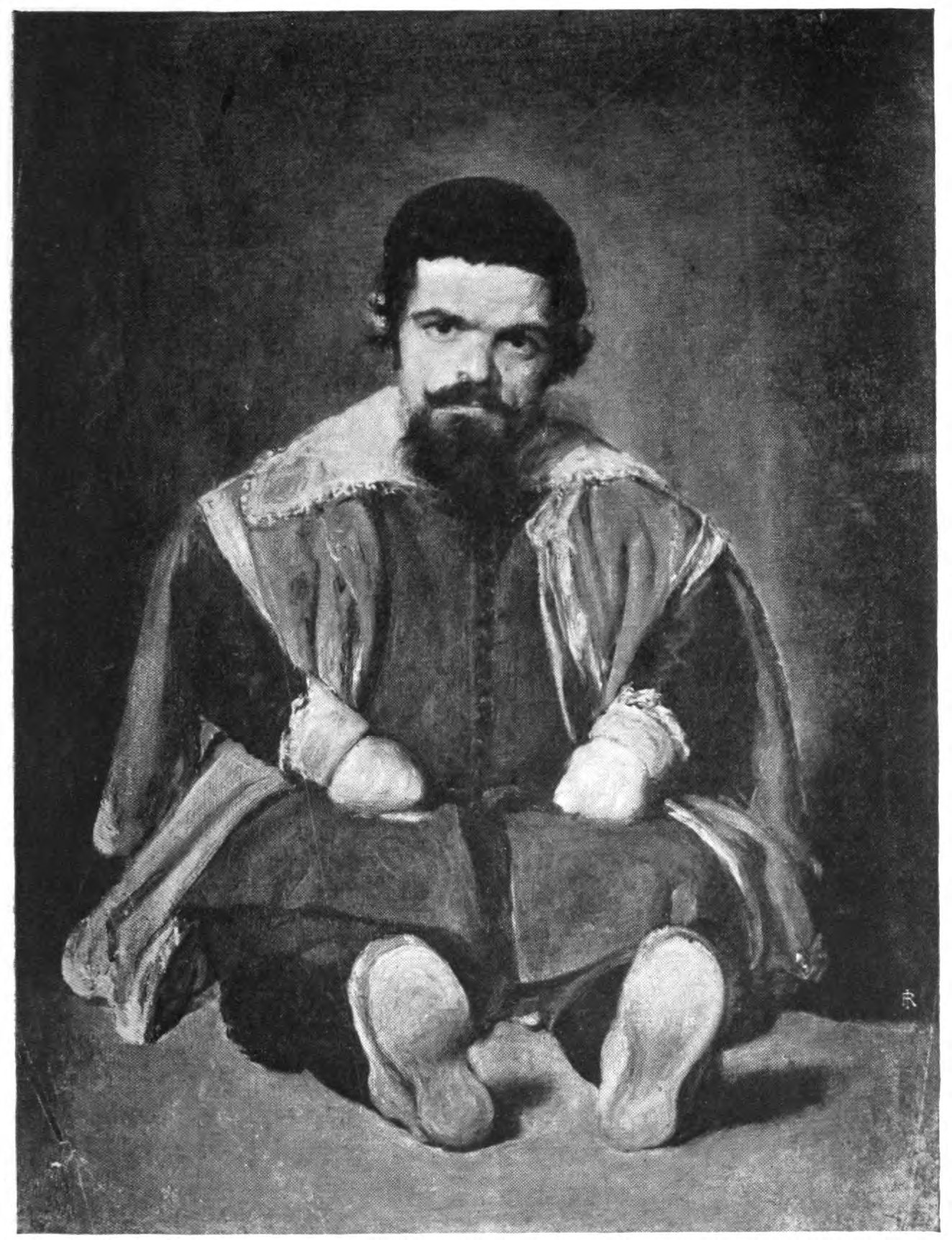
Sebastian (Velasquez)
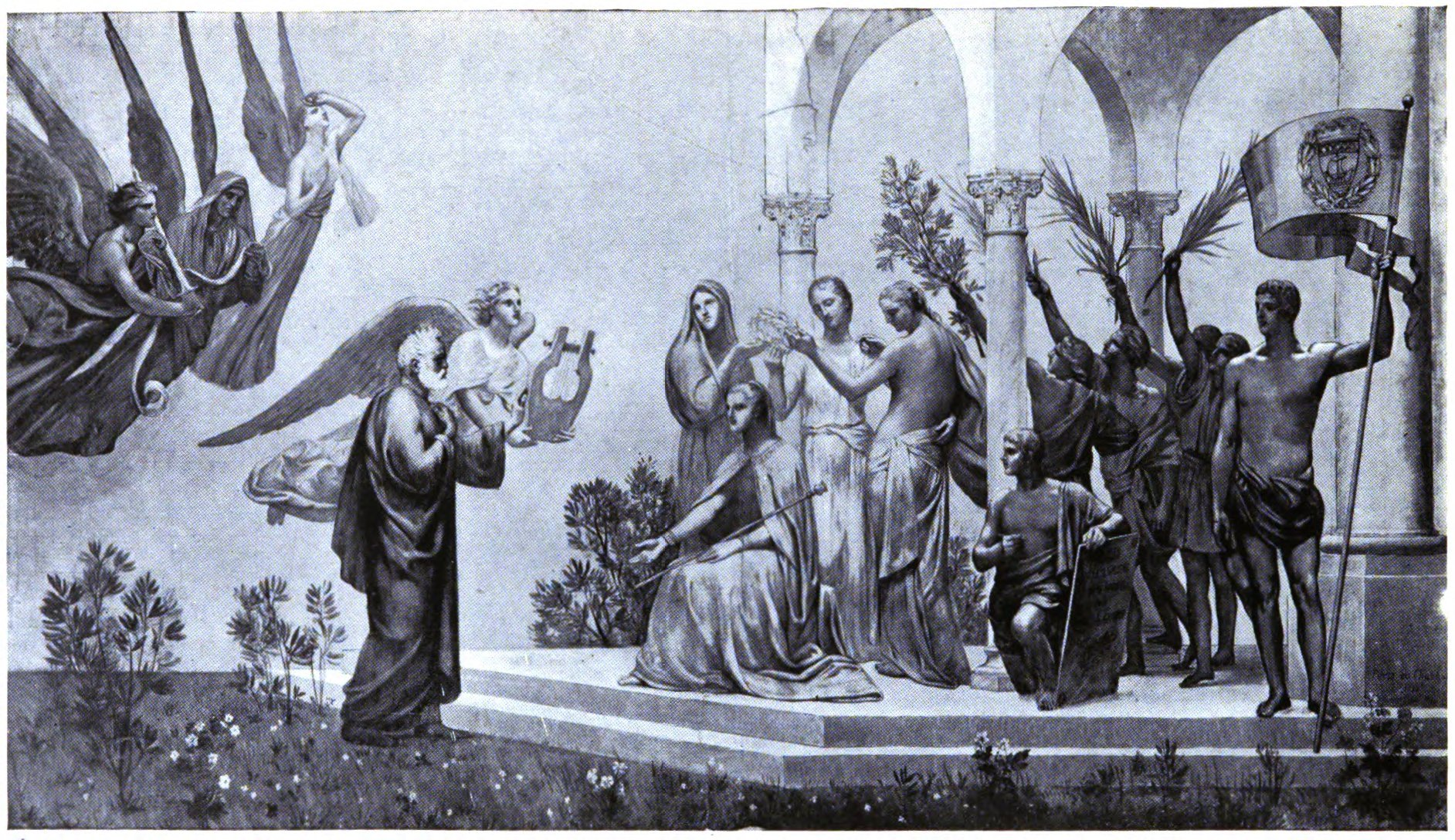
Victor Hugo bietet der Stadt Paris seine Leier dar, (Chavannes)
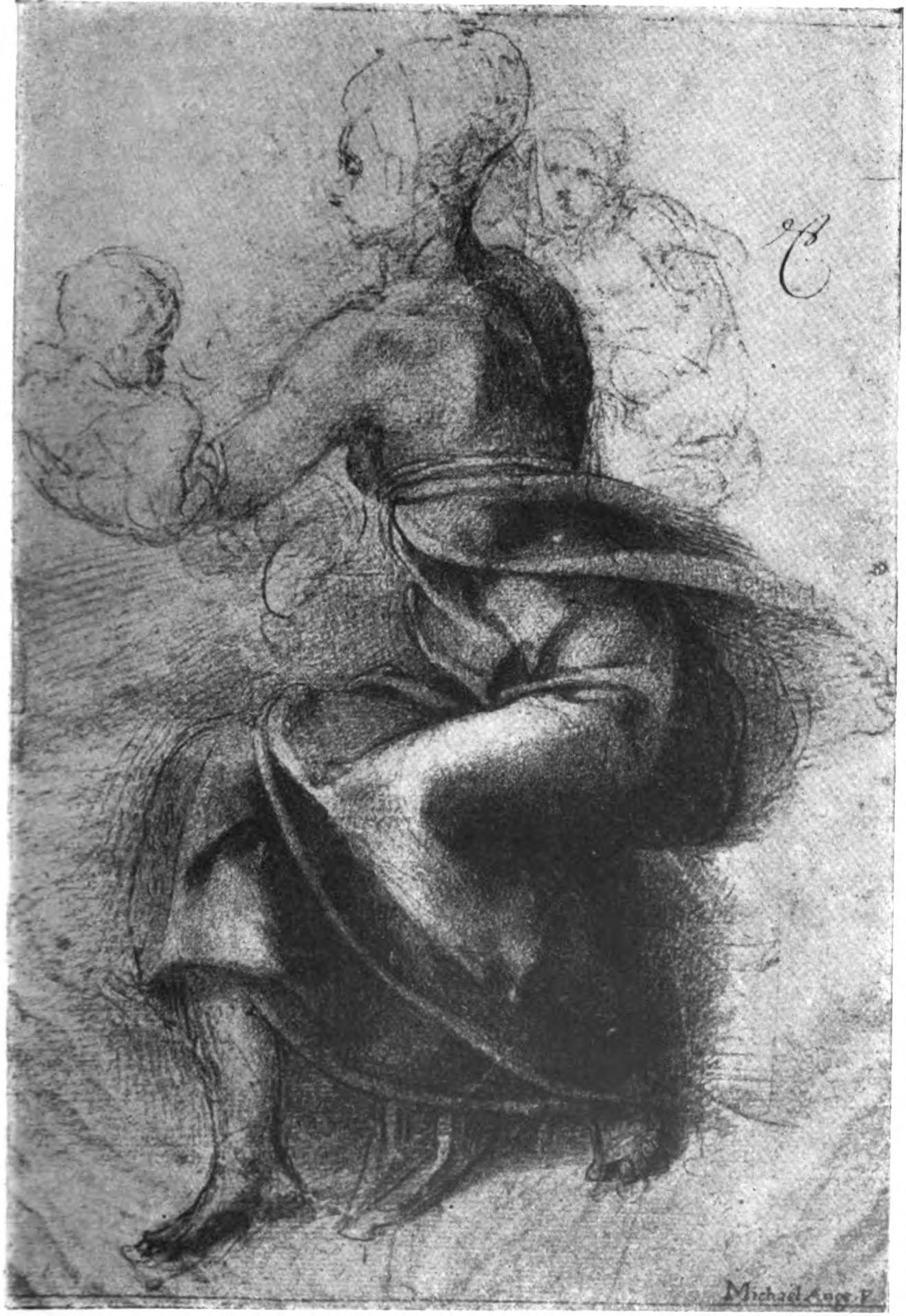
Handzeichnung (Michelangelo)
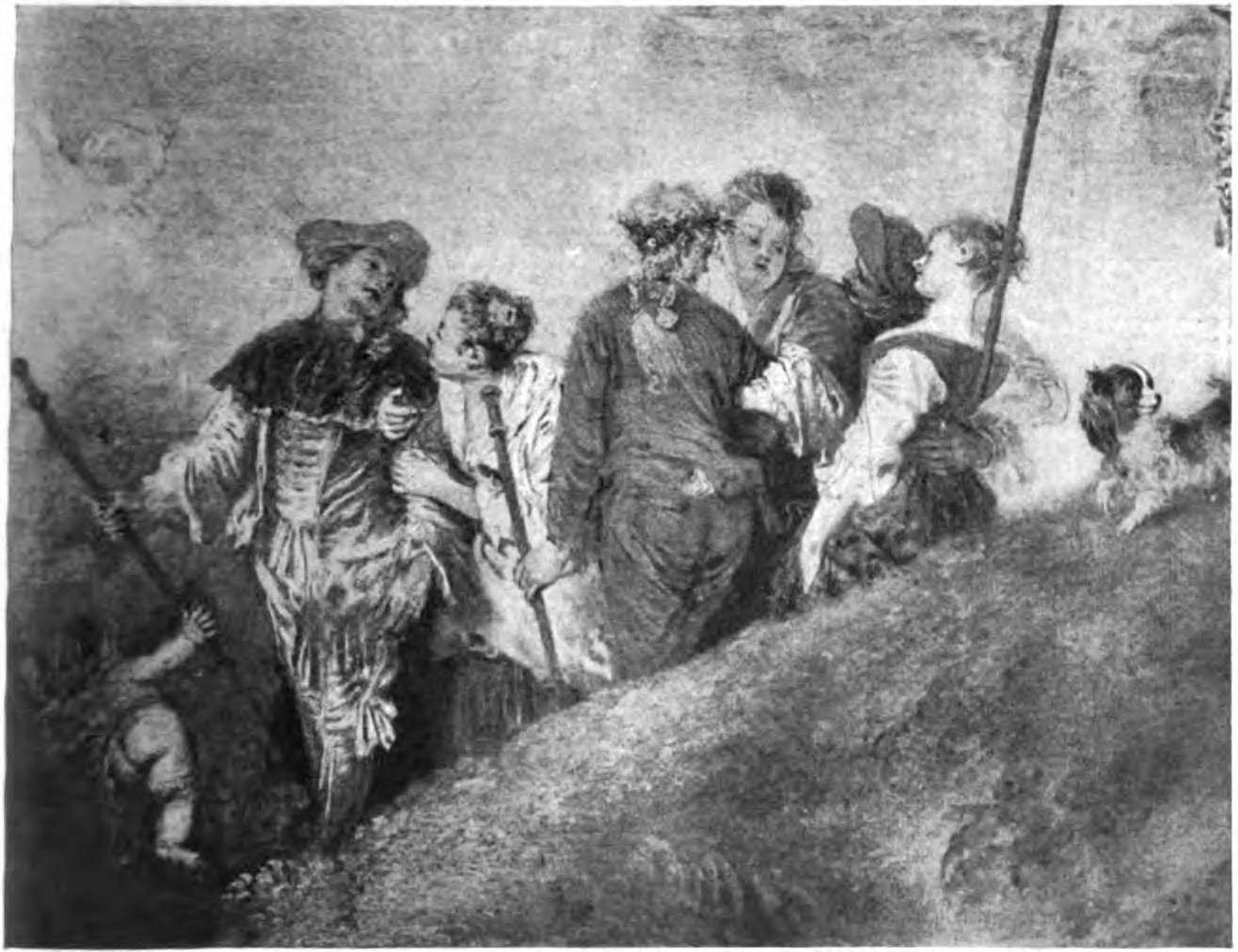
Fahrt nach Cythera (Ausschnitt, Watteau)
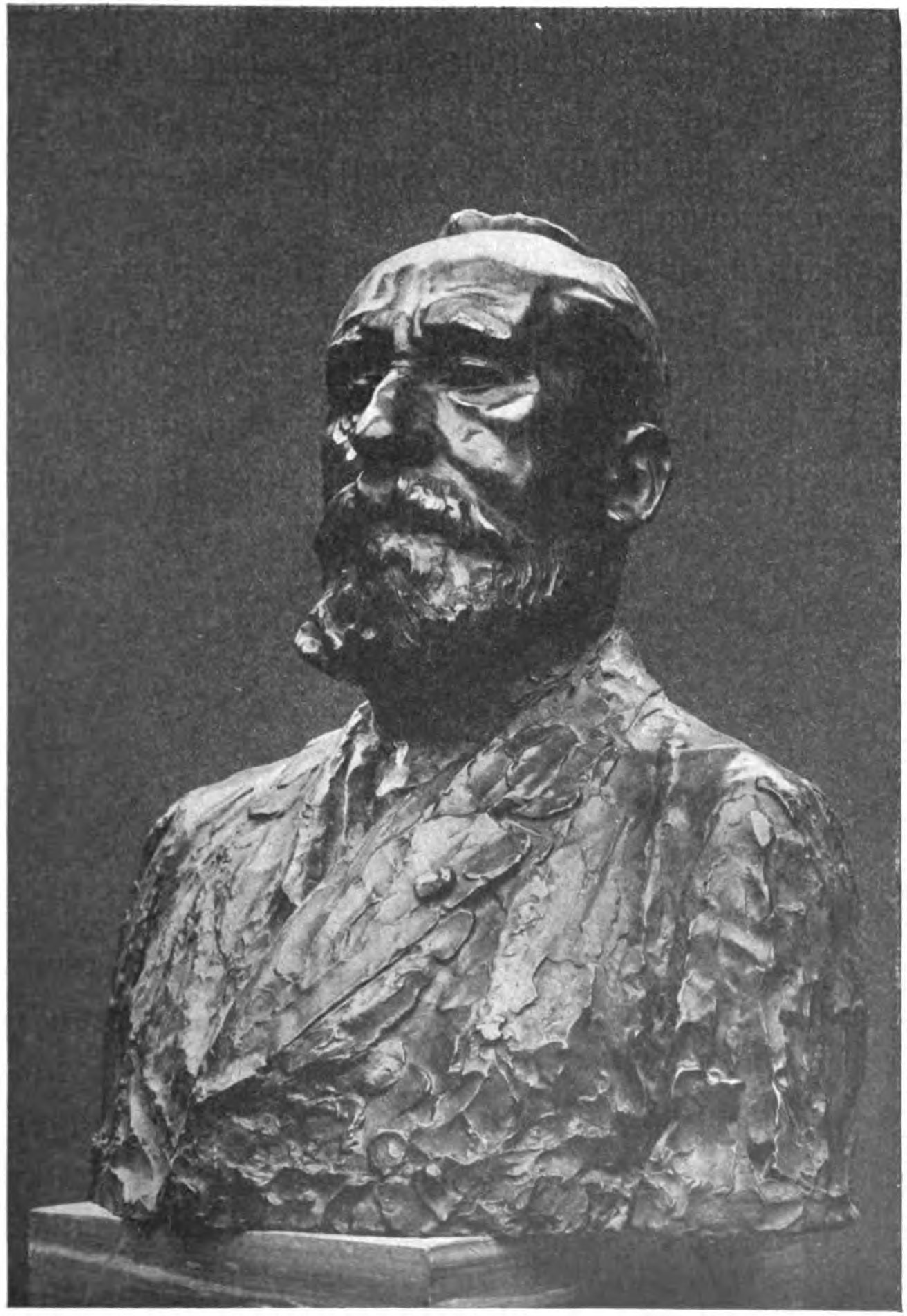
Büste Puvis de Chavannes (Rodin)

## Ausgaben (Auswahl)
- L’art; entretiens réunis par Paul Gsell. Bernard Grasset, Paris 1911 (französisch, archive.org).
- Auguste Rodin – Die Kunst – Gespräche des Meisters gesammelt von Paul Gsell. Zweite Auflage, Ernst Rowohlt Verlag, Leipzig 1912 (projekt-gutenberg.org).
- Auguste Rodin – Die Kunst – Gespräche des Meisters gesammelt von Paul Gsell. Kurt Wolff Verlag, Leipzig 1918 (Nachdruck, Copyright: Ernst Rowohlt Verlag, Leipzig 1913).